# Jack McDevitt

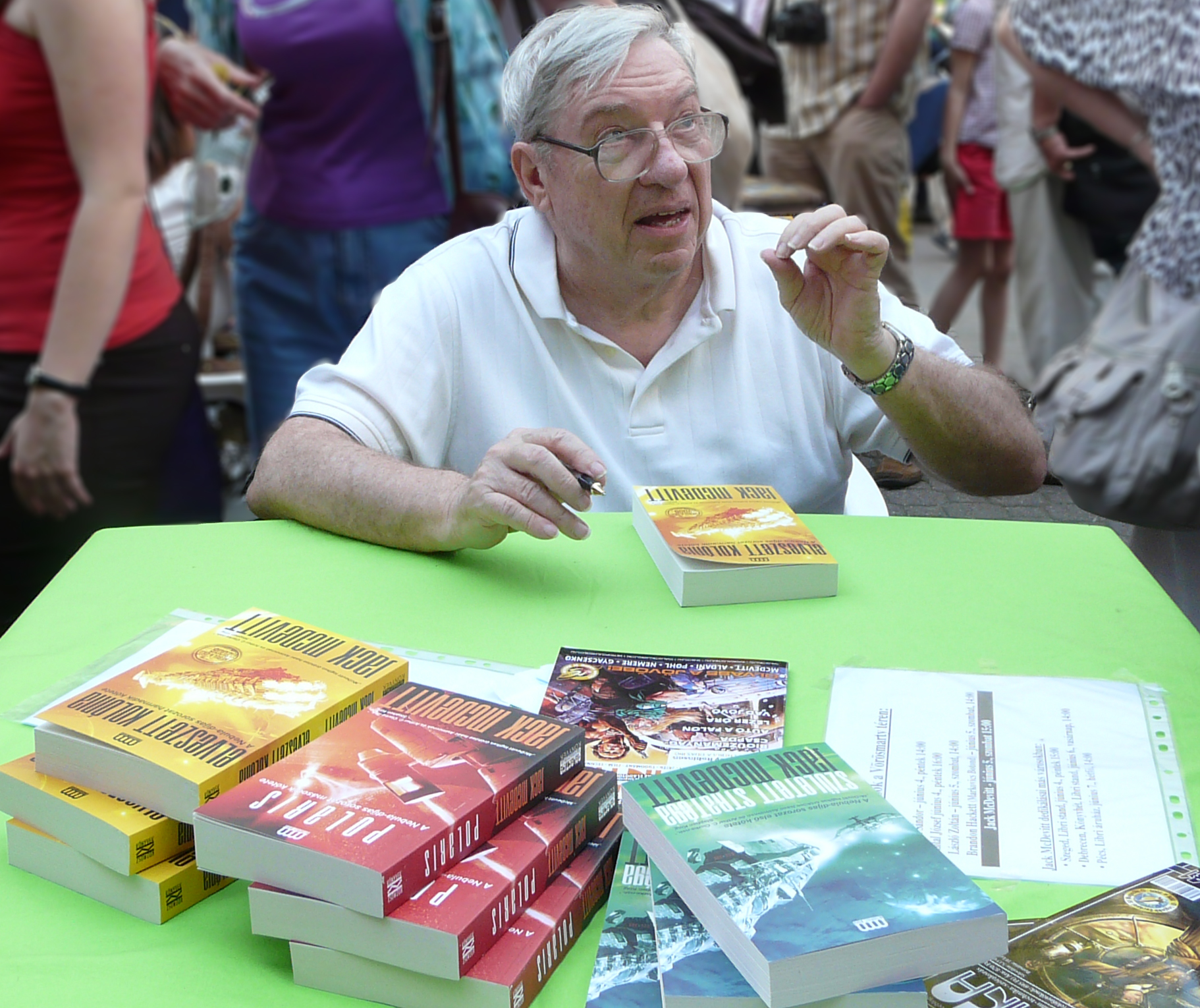
Jack McDevitt (2010)

Jack McDevitt (Philadelphia, 1935) is een Amerikaans sciencefictionschrijver. 
McDevitt studeerde literatuur aan de Ohio Wesleyan University. Hij was officier in de Navy, taxichauffeur, leraar Engels en inspecteur bij de douane. Pas op latere leeftijd ging hij schrijven op aanraden van zijn vrouw, Maureen.
McDevitts romans behandelen vaak pogingen om contact te leggen met buitenaards leven en met archeologie of xenoarcheologie. Hij roept regelmatig vragen op in zijn romans die hij niet probeert te beantwoorden. Hij laat dat graag over aan de verbeeldingskracht van zijn lezers.
Met The Hercules Text won hij de Locus Award voor beste eerste roman in 1987. Hij won de John W. Campbell Memorial Award voor de roman Omega in 2004. Voor Seeker kreeg hij de Nebula Award voor beste roman in 2006. Hij is in totaal veertien keer genomineerd geweest voor de Nebula.  
Hij woont sinds 2007 bij Brunswick (Georgia).